# Ayutthaya (tỉnh)
Phra Nakhon Si Ayutthaya gọi ngắn gọn là Ayutthaya (tiếng Thái: พระนครศรีอยุธยา, phát âm [pʰráʔ ná.kʰɔ̄ːn sǐː ʔā.jút.tʰā.jāː], phiên âm: Bơ-la Na-khon Xi A-dút-tha-da) là một tỉnh (changwat) miền Trung của Thái Lan. Các tỉnh lân cận (từ phía Bắc theo chiều kim đồng hồ) là Ang Thong, Lop Buri, Saraburi, Pathum Thani, Nonthaburi, Nakhon Pathom và Suphan Buri.
Tên gọi Ayutthaya đặt theo tên của Ayodhya của sử thi Ramayana.
Sử cũ gọi vùng đất này là Thượng Thành.

## Lịch sử
Tỉnh Ayutthaya là kinh đô của vương quốc Ayutthaya.

## Du lịch
Du lịch nổi tiếng nhất của tỉnh chính là Công viên lịch sử Ayutthaya

## Các đơn vị hành chính địa phương

Bản đồ Phra Nakhon Si Ayutthaya
với 16 huyện

Tỉnh này có 16 huyện (amphoe), 209 subdistricts (tambon) và 1.328 bản (muban).
| 1. Phra Nakhon Si Ayutthaya 2. Tha Ruea 3. Nakhon Luang 4. Bang Sai (1404) 5. Bang Ban 6. Bang Pa-in 7. Bang Pahan 8. Phak Hai | 1. Phachi 2. Lat Bua Luang 3. Wang Noi 4. Sena 5. Bang Sai (1413) 6. Uthai 7. Maha Rat 8. Ban Phraek |

## Tôn giáo
Tôn giáo tại Phra Nakhon Si Ayutthaya

## Thời tiết
Ayutthaya, vùng đồng bằng miền Trung, trong lịch sử có 3 mùa: 
- Mùa nắng: Tháng 3 – 5
- Mùa mưa: Tháng 6 – 10
- Mùa lạnh: Tháng 11 - 2

| Dữ liệu khí hậu của Ayutthaya         | Dữ liệu khí hậu của Ayutthaya | Dữ liệu khí hậu của Ayutthaya | Dữ liệu khí hậu của Ayutthaya | Dữ liệu khí hậu của Ayutthaya | Dữ liệu khí hậu của Ayutthaya | Dữ liệu khí hậu của Ayutthaya | Dữ liệu khí hậu của Ayutthaya | Dữ liệu khí hậu của Ayutthaya | Dữ liệu khí hậu của Ayutthaya | Dữ liệu khí hậu của Ayutthaya | Dữ liệu khí hậu của Ayutthaya | Dữ liệu khí hậu của Ayutthaya | Dữ liệu khí hậu của Ayutthaya |
| Tháng                                 | 1                             | 2                             | 3                             | 4                             | 5                             | 6                             | 7                             | 8                             | 9                             | 10                            | 11                            | 12                            | Năm                           |
| ------------------------------------- | ----------------------------- | ----------------------------- | ----------------------------- | ----------------------------- | ----------------------------- | ----------------------------- | ----------------------------- | ----------------------------- | ----------------------------- | ----------------------------- | ----------------------------- | ----------------------------- | ----------------------------- |
| Trung bình ngày tối đa °C (°F)        | 31.0 (87.8)                   | 33.3 (91.9)                   | 35.4 (95.7)                   | 35.9 (96.6)                   | 34.3 (93.7)                   | 32.6 (90.7)                   | 32.0 (89.6)                   | 31.4 (88.5)                   | 31.3 (88.3)                   | 31.3 (88.3)                   | 30.7 (87.3)                   | 30.0 (86.0)                   | 32.4 (90.3)                   |
| Tối thiểu trung bình ngày °C (°F)     | 17.0 (62.6)                   | 19.4 (66.9)                   | 22.3 (72.1)                   | 24.3 (75.7)                   | 24.5 (76.1)                   | 24.3 (75.7)                   | 24.0 (75.2)                   | 23.8 (74.8)                   | 23.5 (74.3)                   | 22.5 (72.5)                   | 20.0 (68.0)                   | 17.4 (63.3)                   | 21.9 (71.4)                   |
| Lượng mưa trung bình mm (inches)      | 2.4 (0.09)                    | 18.8 (0.74)                   | 43.5 (1.71)                   | 67.9 (2.67)                   | 208.0 (8.19)                  | 223.0 (8.78)                  | 180.8 (7.12)                  | 260.0 (10.24)                 | 213.9 (8.42)                  | 167.6 (6.60)                  | 37.1 (1.46)                   | 0.8 (0.03)                    | 1.423,8 (56.05)               |
| Số ngày mưa trung bình                | 0                             | 1                             | 4                             | 6                             | 15                            | 16                            | 17                            | 19                            | 17                            | 12                            | 3                             | 1                             | 111                           |
| Nguồn: Thai Meteorological Department |                               |                               |                               |                               |                               |                               |                               |                               |                               |                               |                               |                               |                               |